# ルグドゥナ (小惑星)
ルグドゥナ (1133 Lugduna) は小惑星帯（メインベルト）の小惑星。ヨハネスブルグのユニオン天文台でヘンドリク・ファン・ヘントが発見し、ライデンまたはリヨンのラテン語名から名付けられた。